# Cabinet Modrow
République démocratique allemande
Stoph IV de Maizière
Le cabinet Modrow (en allemand : Kabinett Modrow) est le gouvernement de la République démocratique allemande entre le 13 novembre 1989 et le 12 avril 1990, durant la neuvième législature de la Chambre du peuple.

## Historique du mandat
Dirigé par le nouveau Président du Conseil des ministres socialiste Hans Modrow, ce gouvernement est constitué et soutenu par le Parti socialiste unifié d'Allemagne (SED), l'Union chrétienne-démocrate d'Allemagne (CDU), le Parti libéral-démocrate d'Allemagne (LDPD) et le Parti paysan démocratique d'Allemagne (DBD). Ensemble, ils disposent de 283 députés sur 500, soit 56,6 % des sièges de la Chambre du peuple. Dans les faits, il bénéficie du soutien sans participation des 217 députés restants.

## Composition

### Composition initiale (13 novembre 1989)
| Portefeuille                                                               | Nom | Nom                    | Parti |
| -------------------------------------------------------------------------- | --- | ---------------------- | ----- |
| Président du Conseil des ministres                                         |     | Hans Modrow            | SED   |
| Vice-président du Conseil des ministres Ministre des Collectivités locales |     | Peter Moreth           | LDPD  |
| Vice-président du Conseil des ministres Ministre de l'Économie             |     | Christa Luft           | SED   |
| Vice-président du Conseil des ministres Ministre des Affaires religieuses  |     | Lothar de Maizière     | CDU   |
| Ministre des Affaires étrangères                                           |     | Oskar Fischer          | SED   |
| Ministre de l'Intérieur                                                    |     | Lothar Ahrendt         | SED   |
| Ministre de la Défense                                                     |     | Theodor Hoffmann       | SED   |
| Ministre des Finances                                                      |     | Uta Nickel             | SED   |
| Ministre de l'Éducation et de la Jeunesse                                  |     | Hans-Heinz Emons       | SED   |
| Ministre de la Culture                                                     |     | Dietmar Keller         | SED   |
| Ministre de l'Industrie lourde                                             |     | Kurt Singhuber (de)    | SED   |
| Ministre du Génie Président des comités économiques                        |     | Karl Grünheid (de)     | SED   |
| Ministre de l'Industrie légère                                             |     | Gunter Halm            | NDPD  |
| Ministre de la Science et de la Technologie                                |     | Peter-Klaus Budig      | LDPD  |
| Ministre du Commerce et de l'Approvisionnement                             |     | Manfred Flegel (de)    | NDPD  |
| Ministre des Travaux publics et du Logement                                |     | Gerhard Baumgärtel     | CDU   |
| Ministre du Commerce extérieur                                             |     | Gerhard Beil           | SED   |
| Ministre du Tourisme                                                       |     | Bruno Benthien         | LDPD  |
| Ministre de la Santé                                                       |     | Klaus Thielmann        | SED   |
| Ministre de la Justice                                                     |     | Hans-Joachim Heusinger | SED   |
| Ministre des Postes et Télécommunications                                  |     | Klaus Wolf             | CDU   |
| Ministre des Transports                                                    |     | Heinrich Scholz        | SED   |
| Ministre de la Protection de l'environnement et des Eaux                   |     | Hans Reichelt          | DBD   |
| Ministre de l'Agriculture, des Forêts et de l'Agroalimentaire              |     | Hans Watzek            | DBD   |
| Ministre du Travail et des Salaires                                        |     | Hannelore Mensch       | SED   |
| Président de la Commission de planification                                |     | Gerhard Schürer        | SED   |

### Remaniement du12 janvier 1990
- Les nouveaux ministres sont indiqués en gras, ceux ayant changé d'attributions en italique.

| Portefeuille                                                               | Nom | Nom                 | Parti |
| -------------------------------------------------------------------------- | --- | ------------------- | ----- |
| Président du Conseil des ministres                                         |     | Hans Modrow         | SED   |
| Vice-président du Conseil des ministres Ministre des Collectivités locales |     | Peter Moreth        | LDPD  |
| Vice-président du Conseil des ministres Ministre de l'Économie             |     | Christa Luft        | SED   |
| Vice-président du Conseil des ministres Ministre des Affaires religieuses  |     | Lothar de Maizière  | CDU   |
| Ministre des Affaires étrangères                                           |     | Oskar Fischer       | SED   |
| Ministre de l'Intérieur                                                    |     | Lothar Ahrendt      | SED   |
| Ministre de la Défense                                                     |     | Theodor Hoffmann    | SED   |
| Ministre des Finances                                                      |     | Uta Nickel          | SED   |
| Ministre de l'Éducation et de la Jeunesse                                  |     | Hans-Heinz Emons    | SED   |
| Ministre de la Culture                                                     |     | Dietmar Keller      | SED   |
| Ministre de l'Industrie lourde                                             |     | Kurt Singhuber (de) | SED   |
| Ministre du Génie                                                          |     | Hans-Joachim Lauck  | SED   |
| Ministre de l'Industrie légère                                             |     | Gunter Halm         | NDPD  |
| Ministre de la Science et de la Technologie                                |     | Peter-Klaus Budig   | LDPD  |
| Ministre du Commerce et de l'Approvisionnement                             |     | Manfred Flegel (de) | NDPD  |
| Ministre des Travaux publics et du Logement                                |     | Gerhard Baumgärtel  | CDU   |
| Ministre du Commerce extérieur                                             |     | Gerhard Beil        | SED   |
| Ministre du Tourisme                                                       |     | Bruno Benthien      | LDPD  |
| Ministre de la Santé                                                       |     | Klaus Thielmann     | SED   |
| Ministre de la Justice                                                     |     | Kurt Wünsche        | SED   |
| Ministre des Postes et Télécommunications                                  |     | Klaus Wolf          | CDU   |
| Ministre des Transports                                                    |     | Heinrich Scholz     | SED   |
| Ministre de la Protection de l'environnement et des Eaux                   |     | Peter Diederich     | DBD   |
| Ministre de l'Agriculture, des Forêts et de l'Agroalimentaire              |     | Hans Watzek         | DBD   |
| Ministre du Travail et des Salaires                                        |     | Hannelore Mensch    | SED   |
| Président de la Commission de planification                                |     | Gerhard Schürer     | SED   |
| Président des comités économiques                                          |     | Karl Grünheid (de)  | SED   |

### Remaniement du5 février 1990
- Les nouveaux ministres sont indiqués en gras, ceux ayant changé d'attributions en italique.

| Portefeuille                                                               | Nom | Nom                 | Parti |
| -------------------------------------------------------------------------- | --- | ------------------- | ----- |
| Président du Conseil des ministres                                         |     | Hans Modrow         | PDS   |
| Vice-président du Conseil des ministres Ministre des Collectivités locales |     | Peter Moreth        | LDPD  |
| Vice-président du Conseil des ministres Ministre de l'Économie             |     | Christa Luft        | PDS   |
| Vice-président du Conseil des ministres Ministre des Affaires religieuses  |     | Lothar de Maizière  | CDU   |
| Ministre des Affaires étrangères                                           |     | Oskar Fischer       | PDS   |
| Ministre de l'Intérieur                                                    |     | Lothar Ahrendt      | PDS   |
| Ministre de la Défense                                                     |     | Theodor Hoffmann    | PDS   |
| Ministre des Finances                                                      |     | Uta Nickel          | PDS   |
| Ministre de l'Éducation et de la Jeunesse                                  |     | Hans-Heinz Emons    | PDS   |
| Ministre de la Culture                                                     |     | Dietmar Keller      | PDS   |
| Ministre de l'Industrie lourde                                             |     | Kurt Singhuber (de) | PDS   |
| Ministre du Génie                                                          |     | Hans-Joachim Lauck  | PDS   |
| Ministre de l'Industrie légère                                             |     | Gunter Halm         | NDPD  |
| Ministre de la Science et de la Technologie                                |     | Peter-Klaus Budig   | LDPD  |
| Ministre du Commerce et de l'Approvisionnement                             |     | Manfred Flegel (de) | NDPD  |
| Ministre des Travaux publics et du Logement                                |     | Gerhard Baumgärtel  | CDU   |
| Ministre du Commerce extérieur                                             |     | Gerhard Beil        | PDS   |
| Ministre du Tourisme                                                       |     | Bruno Benthien      | LDPD  |
| Ministre de la Santé                                                       |     | Klaus Thielmann     | PDS   |
| Ministre de la Justice                                                     |     | Kurt Wünsche        | PDS   |
| Ministre des Postes et Télécommunications                                  |     | Klaus Wolf          | CDU   |
| Ministre des Transports                                                    |     | Herbert Keddi       | PDS   |
| Ministre de la Protection de l'environnement et des Eaux                   |     | Peter Diederich     | DBD   |
| Ministre de l'Agriculture, des Forêts et de l'Agroalimentaire              |     | Hans Watzek         | DBD   |
| Ministre du Travail et des Salaires                                        |     | Hannelore Mensch    | PDS   |
| Ministre sans portefeuille                                                 |     | Tatjana Böhm        | UFV   |
| Ministre sans portefeuille                                                 |     | Rainer Eppelmann    | DA    |
| Ministre sans portefeuille                                                 |     | Sebastian Pflugbeil | NF    |
| Ministre sans portefeuille                                                 |     | Gerd Poppe          | IFM   |
| Ministre sans portefeuille                                                 |     | Walter Romberg      | SDP   |
| Ministre sans portefeuille                                                 |     | Klaus Schlüter      | GL    |
| Ministre sans portefeuille                                                 |     | Wolfgang Ullmann    | DJ    |
| Ministre sans portefeuille                                                 |     | Matthias Platzeck   | GL    |
| Président de la Commission de planification                                |     | Gerhard Schürer     | PDS   |
| Président des comités économiques                                          |     | Karl Grünheid (de)  | PDS   |